# Куп Србије у рагбију 2017.
Куп Србије у рагбију 2017. је било 11. издање Купа Србије у рагбију. 
Трофеј је освојио Рад.
| Рагби клуб Рад | 26 – 10 | Рагби клуб Партизан |
| -------------- | ------- | ------------------- |
|                |         |                     |